# Демітрій II (папа Александрійський)
Демітрій II (копт. Ⲡⲁⲡⲁ Ⲁⲃⲃⲁ Ⲇⲏⲙⲏⲧⲣⲓⲟⲥ; д/н — 18 січня 1870) — 111-й папа Александрійський та патріарх усієї Африки при Святому Престолі Святого Марка у 1862—1870 роках.

## Життєпис
Народився в селі Гальда губернаторства Мінья. Прийняв чернецтво в монастирі Св. Макарія Великого. Згодом його обрали новим ігуменом. Йому добре вдавалося керувати монастирем. За свої чесноти 1862 року він був обраний на папу на місце Кирила IV.
Зумів налагодити відносини з османським султаном Абдул-Азізм та хедівом Ісмаїл-пашою. Коли Демітрій II підійшов до султана (під час відвідання Каїру 1867 року), щоб привітати його, то поцілував того в груди, що було звичний жестом вшанування підданними султана. Своїм критикам серед коптського духовенства папа пояснив: «Книга Бога говорить: „Серце царя в руці Господа“ (Притчі 21:1), коли я поцілував його серце, я поцілував руку Бога». Султан був задоволений цим, надавши Демітрію II 1 тис. федданів (450 га) сільськогосподарських угідь для допомоги бідним і школам. Також від хедіва було отримано 500 федданів (225 га).
Завершив будівництво собору Святого Марка в Азбакеї, побудував багато будівель у патріархії та у своєму монастирі в районі Атріс. 17 листопада 1869 року він був присутній на святкуванні відкриття Суецького каналу.
Папа часто подорожував на урядовому човні, щоб відвідати церкви у Верхньому Єгипті задля підтримки місцевих церквоних громад. Активно боровся проти поширення протестанських місіонерів, зокрема відлучив від церкви тих, хто відвідував зібрання місіонерівз Американської об'єднаної пресвітеріанської місії.
Помер у січні 1870 року. Через внутрішні суперечності нового папу було обрано лише у 1874 році, ним став Кирил V.